# Visita de Juan Pablo II a Chile

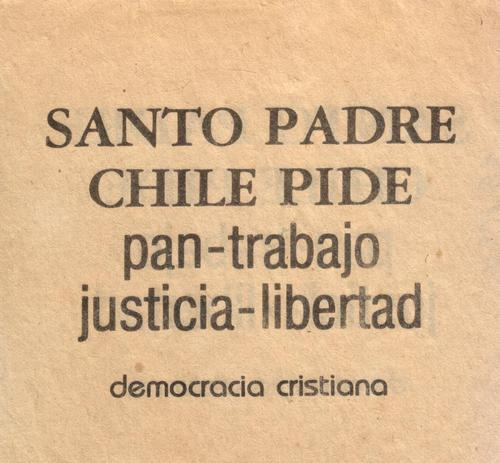
Folleto de la Democracia Cristiana dirigido al pontífice.

La visita de Juan Pablo II a Chile, realizada entre el 1 y el 6 de abril de 1987, fue el único viaje del papa en ese entonces y hoy Santo de la Iglesia Católica a dicho país y la primera visita de un jefe supremo de la Iglesia católica a Chile.
Este hecho histórico, que se enmarcó dentro del 33.er viaje apostólico de Juan Pablo II (en el cual también visitó Argentina y Uruguay), revolucionó a los fieles del catolicismo y contrajo múltiples significados y hechos debido a que se llevó a cabo durante la dictadura militar de Augusto Pinochet, y sirvió para distender en cierta medida las tensiones políticas de entonces.

## Antecedentes
El 16 de julio de 1985, los obispos chilenos enviaron al papa Juan Pablo II una carta donde le reiteraban su invitación al país: «Los obispos de Chile solicitamos por unanimidad vuestra visita pastoral a nuestra patria». La respuesta del pontífice fue dada a conocer por la nunciatura apostólica el 21 de octubre de 1985, cuando se anunció su visita para el primer trimestre de 1987.
La visita de Juan Pablo II a Chile se enmarcó dentro de un viaje apostólico al Cono Sur, que también incluyó a Uruguay —entre el 31 de marzo al 1 de abril— y Argentina —del 6 al 12 abril—.

## Cronología

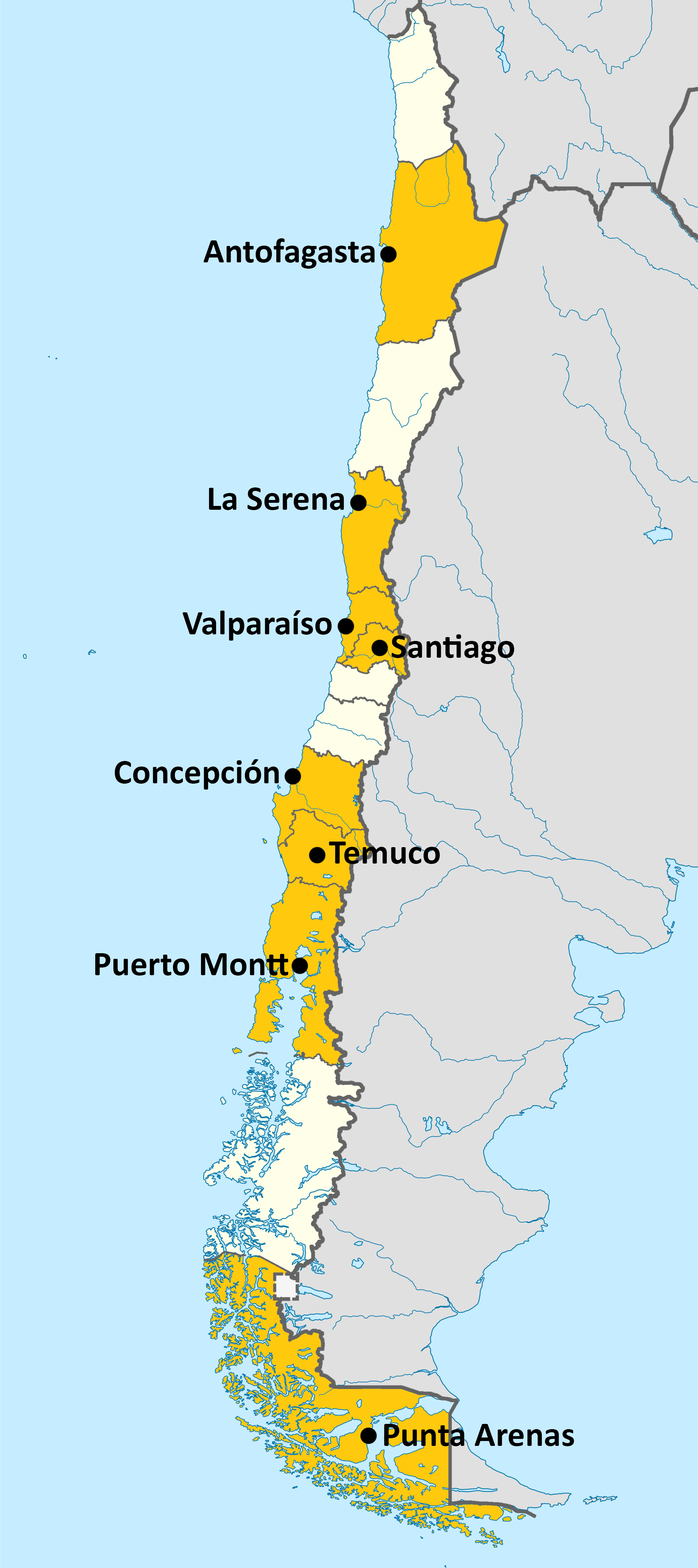
Mapa con la ubicación de las ciudades que visitó Juan Pablo II en Chile, con sus respectivas regiones en color amarillo.

Las actividades realizadas por el papa en Chile fueron:
| Día                          | Hora  | Lugar                                                       | Ciudad       | Actividad                                                                         |
| ---------------------------- | ----- | ----------------------------------------------------------- | ------------ | --------------------------------------------------------------------------------- |
| Miércoles 1 de abril de 1987 | 16:00 | Aeropuerto Internacional Arturo Merino Benítez              | Santiago     | Bienvenida a Chile.                                                               |
| Miércoles 1 de abril de 1987 | 17:30 | Catedral Metropolitana de Santiago                          | Santiago     | Rezo de vísperas con el clero chileno.                                            |
| Miércoles 1 de abril de 1987 | 19:35 | Santuario del Cerro San Cristóbal                           | Santiago     | Ceremonia de bendición a Santiago y a Chile.                                      |
| Jueves 2 de abril de 1987    | 08:10 | Palacio de La Moneda                                        | Santiago     | Reunión con Augusto Pinochet.                                                     |
| Jueves 2 de abril de 1987    | 09:55 | Población La Bandera                                        | Santiago     | Encuentro con pobladores.                                                         |
| Jueves 2 de abril de 1987    | 11:30 | Seminario Pontificio Mayor de Santiago                      | Santiago     | Encuentro con religiosos jóvenes y almuerzo con la Conferencia Episcopal.         |
| Jueves 2 de abril de 1987    | 16:30 | Rodelillo                                                   | Valparaíso   | Eucaristía de la familia.                                                         |
| Jueves 2 de abril de 1987    | 20:00 | Estadio Nacional de Chile                                   | Santiago     | Encuentro con los jóvenes.                                                        |
| Viernes 3 de abril de 1987   | 08:20 | Templo Votivo de Maipú                                      | Santiago     | Encuentro con religiosas.                                                         |
| Viernes 3 de abril de 1987   | 09:10 | Templo Votivo de Maipú                                      | Santiago     | Coronación de la imagen de Nuestra Señora del Carmen.                             |
| Viernes 3 de abril de 1987   | 10:15 | Casa Central del Hogar de Cristo                            | Santiago     | Visita al Santuario Padre Hurtado y a los enfermos atendidos por la organización. |
| Viernes 3 de abril de 1987   | 11:20 | Casa Central de la Pontificia Universidad Católica de Chile | Santiago     | Encuentro con el mundo académico.                                                 |
| Viernes 3 de abril de 1987   | 15:00 | Nunciatura Apostólica en Chile                              | Santiago     | Encuentro con el cuerpo diplomático.                                              |
| Viernes 3 de abril de 1987   | 16:00 | Edificio de la Cepal                                        | Santiago     | Discurso ante representantes de las Naciones Unidas.                              |
| Viernes 3 de abril de 1987   | 17:10 | Parque O'Higgins                                            | Santiago     | Eucaristía de la reconciliación y beatificación de Teresa de Los Andes.           |
| Viernes 3 de abril de 1987   | 20:30 | Sede Obras Pontificias                                      | Santiago     | Encuentro con la comunidad polaca y políticos.                                    |
| Sábado 4 de abril de 1987    | 12:00 | Estadio Fiscal                                              | Punta Arenas | Encuentro por la paz y con la Zona Austral.                                       |
| Sábado 4 de abril de 1987    | 16:30 | Buque Cirujano Videla                                       | Puerto Montt | Paseo por el Seno de Reloncaví y eucaristía desde el mar con pescadores.          |
| Sábado 4 de abril de 1987    | 17:20 | Costanera de Puerto Montt                                   | Puerto Montt | Eucaristía por el quinto centenario de la Evangelización de América.              |
| Sábado 4 de abril de 1987    | 21:45 | —                                                           | Concepción   | Saludo a la ciudad televisado.                                                    |
| Domingo 5 de abril de 1987   | 09:15 | Club Hípico de Concepción                                   | Concepción   | Eucaristía del mundo del trabajo.                                                 |
| Domingo 5 de abril de 1987   | 13:00 | Pampa Ganaderos                                             | Temuco       | Encuentro con mapuches y campesinos.                                              |
| Domingo 5 de abril de 1987   | 17:10 | Club Hípico de Peñuelas                                     | Coquimbo     | Encuentro con el Norte Chico.                                                     |
| Domingo 5 de abril de 1987   | 21:00 | Instituto Santa María                                       | Antofagasta  | Saludo a la ciudad televisado.                                                    |
| Lunes 6 de abril de 1987     | 08:10 | Cárcel de Antofagasta                                       | Antofagasta  | Visita a los reclusos.                                                            |
| Lunes 6 de abril de 1987     | 09:40 | Las Quintas                                                 | Antofagasta  | Eucaristía del Norte Grande.                                                      |
| Lunes 6 de abril de 1987     | 12:50 | Aeropuerto Cerro Moreno                                     | Antofagasta  | Despedida de Chile.                                                               |

## Desarrollo

### 1 de abril

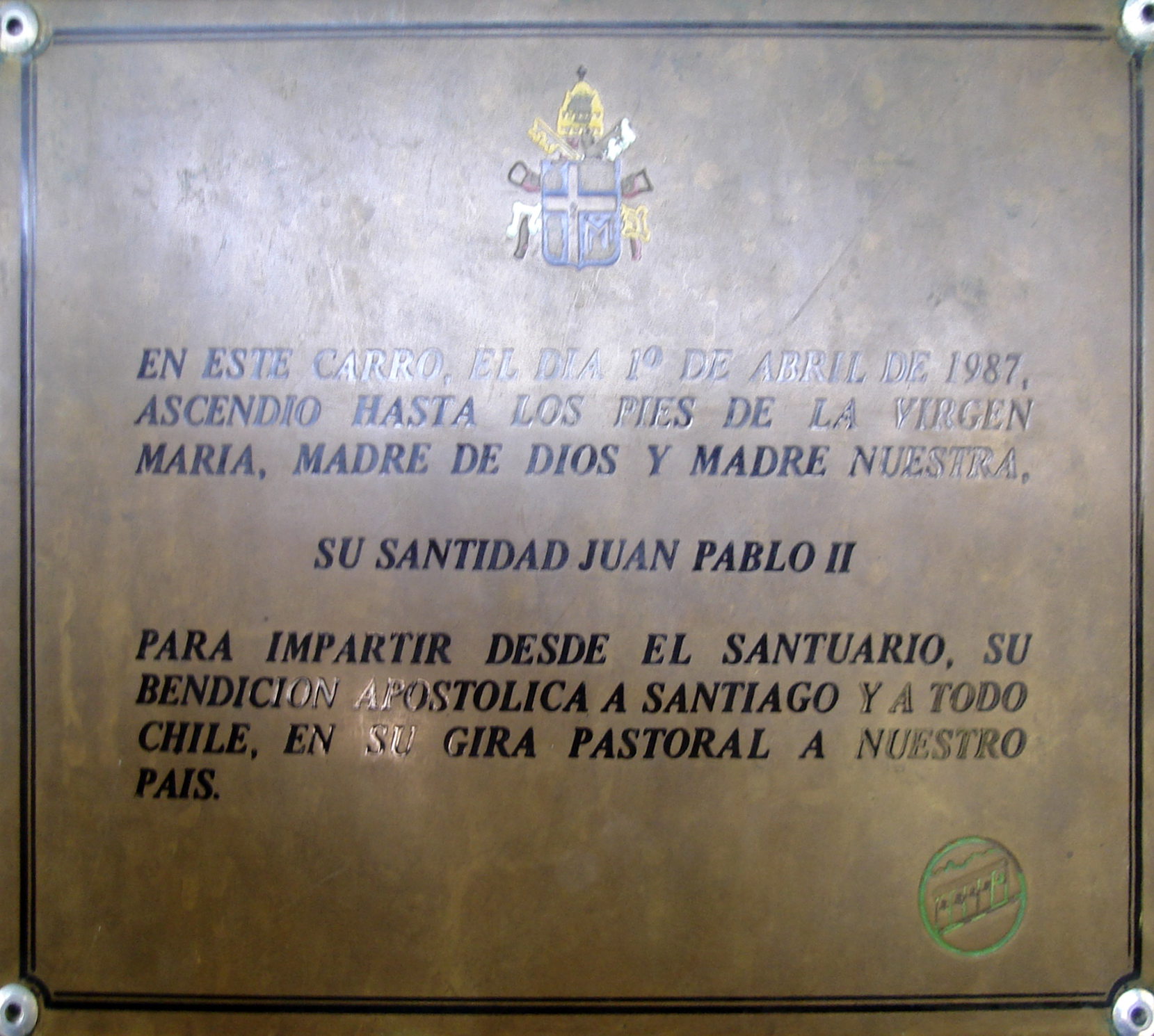
Placa en el Funicular de Santiago que conmemora el viaje de Juan Pablo II a la cima del cerro San Cristóbal el 1 de abril de 1987.

Juan Pablo II llegó al Aeropuerto Internacional Arturo Merino Benítez en Santiago el día 1 de abril, en una visita de seis días. En el terminal aéreo, fue recibido por el jefe de Estado Augusto Pinochet y su esposa Lucía Hiriart, junto con efectivos militares y de gobierno.
Su primera actividad fue el rezo de vísperas con sacerdotes, diáconos y religiosos en la Catedral Metropolitana de Santiago. Terminada esta celebración, se dirigió a la Sala Capitular del Cabildo Eclesiástico Metropolitano donde tuvo un encuentro con pastores de las distintas iglesias cristianas y el gran rabino de Chile. Finalmente, visitó en privado el recinto de la Vicaría de la Solidaridad, donde tuvo un encuentro con los funcionarios y con víctimas de la represión política de la dictadura.
Desde la Catedral, se dirigió a visitar el Santuario de la Inmaculada Concepción en el Cerro San Cristóbal, donde bendijo Santiago y dirigió un mensaje a todo el país.

### 2 de abril
En la mañana del jueves 2 de abril, visitó al  general Augusto Pinochet en el Palacio de La Moneda. La conversación entre ambos duró 42 minutos, cuando en principio sólo estaba pensada para 10. En la entrevista, Pinochet le preguntó al papa: «¿Por qué la iglesia siempre está hablando acerca de la democracia? Para mí, en buenas cuentas, un método de gobierno es tan bueno como otro». El pontífice le respondió cortés pero firmemente: «No. La gente tiene derecho a gozar de sus libertades, aún si comete errores en el ejercicio de ellas». Entre lo poco que ha revelado el propio Pinochet sobre la conversación está que el papa le recalcó que debía tener «paciencia».

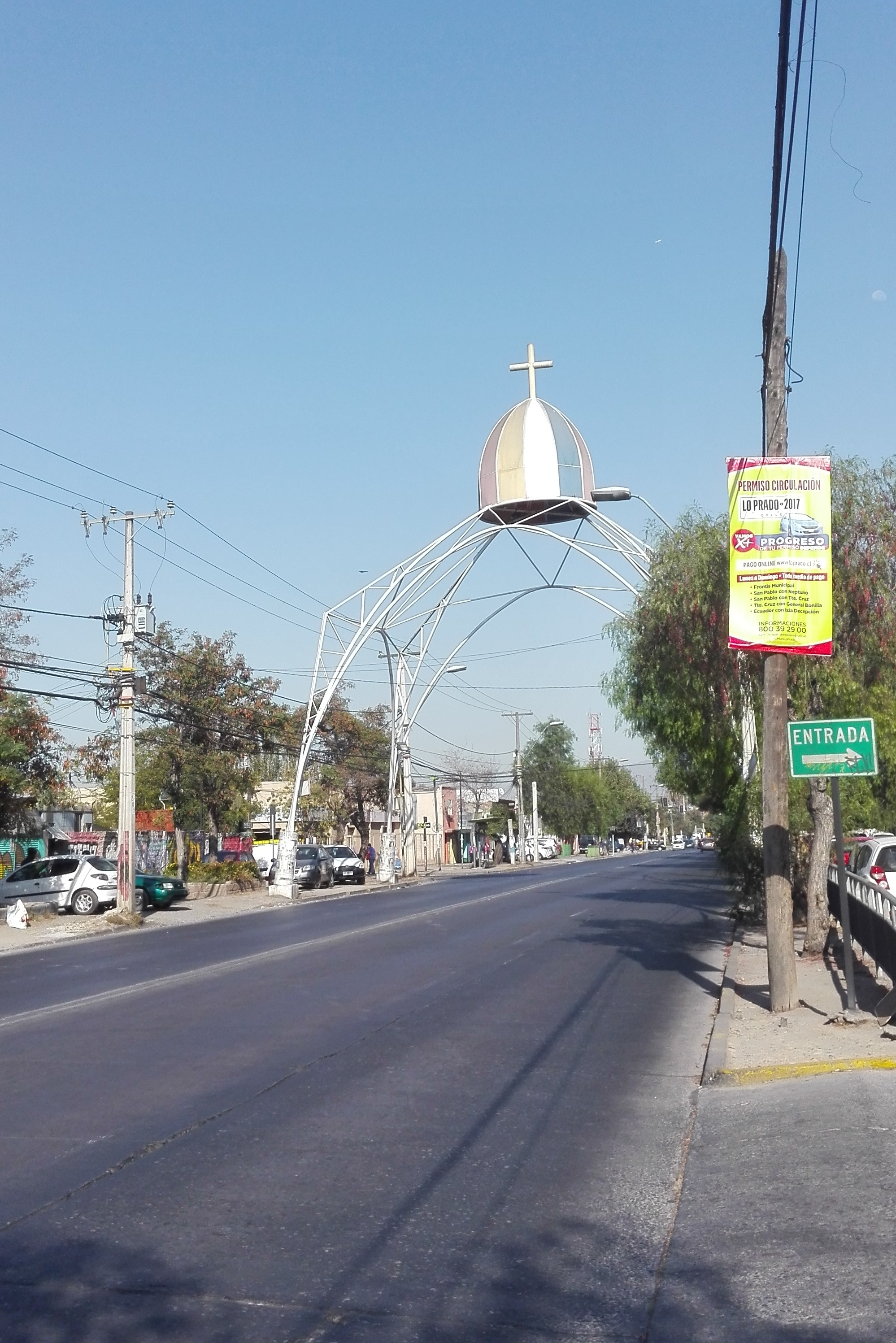
Arco en la avenida San Pablo en homenaje a Juan Pablo II, quien transitó por esa arteria de Santiago.

 Dentro de la reunión fue invitado a visitar la Capilla del Palacio, donde el Pontífice realizó una breve oración y bendición a los presentes.
El Papa y Pinochete se asomaron juntos al balcón y recibieron la ovación de la multitud que ocupaba la plaza, que se había llenado de adictos al régimen llegados en autobuses.
Terminada la visita al Palacio, se dirigió a la población La Bandera en la comuna de San Ramón, donde tuvo su encuentro con los pobladores. Allí escuchó los testimonios del obrero Mario Mejías, que había sido injustamente torturado por la policía, y el de la dueña de casa Luisa Riveros, quien denunció abiertamente los vejámenes que recibían los pobladores de parte de organismos del Estado, incluso siendo inocentes de los cargos que se les acusaba. A ambos el papa los estrechó con afecto y lo recuerdan como el momento más feliz de sus vidas. El obrero posteriormente sufrió un allanamiento y detención por parte de Carabineros. En este encuentro el papa compartió una taza de té y un pan amasado, la comida habitual de los sectores populares en Chile, y bendijo los panes que llevaban los presentes. El escenario en el que realizó este encuentro emulaba las viviendas de los propios vecinos, construidas de madera.
A media tarde, el papa se trasladó al aeródromo de Rodelillo, a la entrada de Valparaíso, donde celebró una eucaristía con las familias. En su sermón instó de manera enfática al fortalecimiento de la familia como «santuario de la vida y del amor», cuna donde se desarrolla la fe cristiana y la sociedad. Condenó enérgicamente el divorcio, llamándolo «doloroso cáncer». En esta misa, los miles de matrimonios que se dieron cita en el lugar junto a sus hijos, renovaron sus votos nupciales y recibieron la bendición de manos de Juan Pablo II.
Al anochecer de ese día, se realizó un encuentro con los jóvenes en el Estadio Nacional, «lugar de competiciones, pero también del dolor y sufrimiento», refiriéndose a las detenciones ocurridas en ese lugar, durante la dura represión que siguió al Golpe de Estado en Chile de 1973. Sobre el césped del Estadio, el papa trazó la señal de la cruz, «para que desde aquí brote la paz y la reconciliación». En la liturgia que ofició en el Estadio, el papa, señalando con la mano una imagen de Jesucristo ubicada en el marcador del Estadio, dijo:

No tengáis miedo ¡de mirarlo a Él!.
Juan Pablo II en el Estadio Nacional.

Hizo un llamado a los jóvenes a comprometerse con un cambio profundo en la sociedad, que sólo nace de Jesucristo, fuente única de vida, esa vida de la cual el mundo tiene sed.

Al contacto con Cristo despunta la vida. Fuera de Él sólo hay oscuridad y muerte. ¡Ustedes tienen sed! ¿Tienen sed de vida eterna? ¡Buscadla!.
Juan Pablo II en el Estadio Nacional.

Los invitó a ser protagonistas de un país y un mundo nuevos, una civilización del amor, desterrando los «ídolos» que destruyen ese amor, como la violencia, el odio, el egoísmo, la muerte, etc. Al interrogar a los jóvenes sobre la castidad y la abstinencia del sexo hasta el matrimonio en pos de esta nueva civilización, se escuchó un rotundo «no». Enseguida el papa aclara: «cuando pido que renuncien al sexo, lo digo en cuanto éste se transforma en el enemigo que destruye al amor», lo cual fue seguido por un aplauso cerrado de los asistentes.

### 3 de abril
El viernes 3 de abril la agenda estuvo cargada de actividades que se iniciaron en el Templo Votivo de Maipú, donde tuvo la oración de la mañana (Laudes) con religiosas venidas de todo el país. Luego salió a la explanada donde dirigió su mensaje al pueblo campesino y llevó a cabo una breve y sencilla ceremonia en la cual coronó la imagen de Nuestra Señora del Carmen de Maipú, Patrona de Chile, colocando dos grandes coronas sobre las cabezas del Niño Jesús y de la Virgen. También pronunció una emotiva oración de consagración de Chile a la Virgen.
Seguidamente, se dirigió al Hogar de Cristo donde oró en silencio ante la tumba del padre Alberto Hurtado y pronunció un discurso destacando su ejemplo de servicio a los más necesitados, su amor a Dios y fidelidad a la Iglesia. Visitó a los enfermos postrados en las dependencias del Hogar, a quienes bendijo. Al salir, abrazó a Carmen Gloria Quintana, una joven quien había sufrido quemaduras en un 65% de su cuerpo luego de ser quemada viva por una patrulla militar.

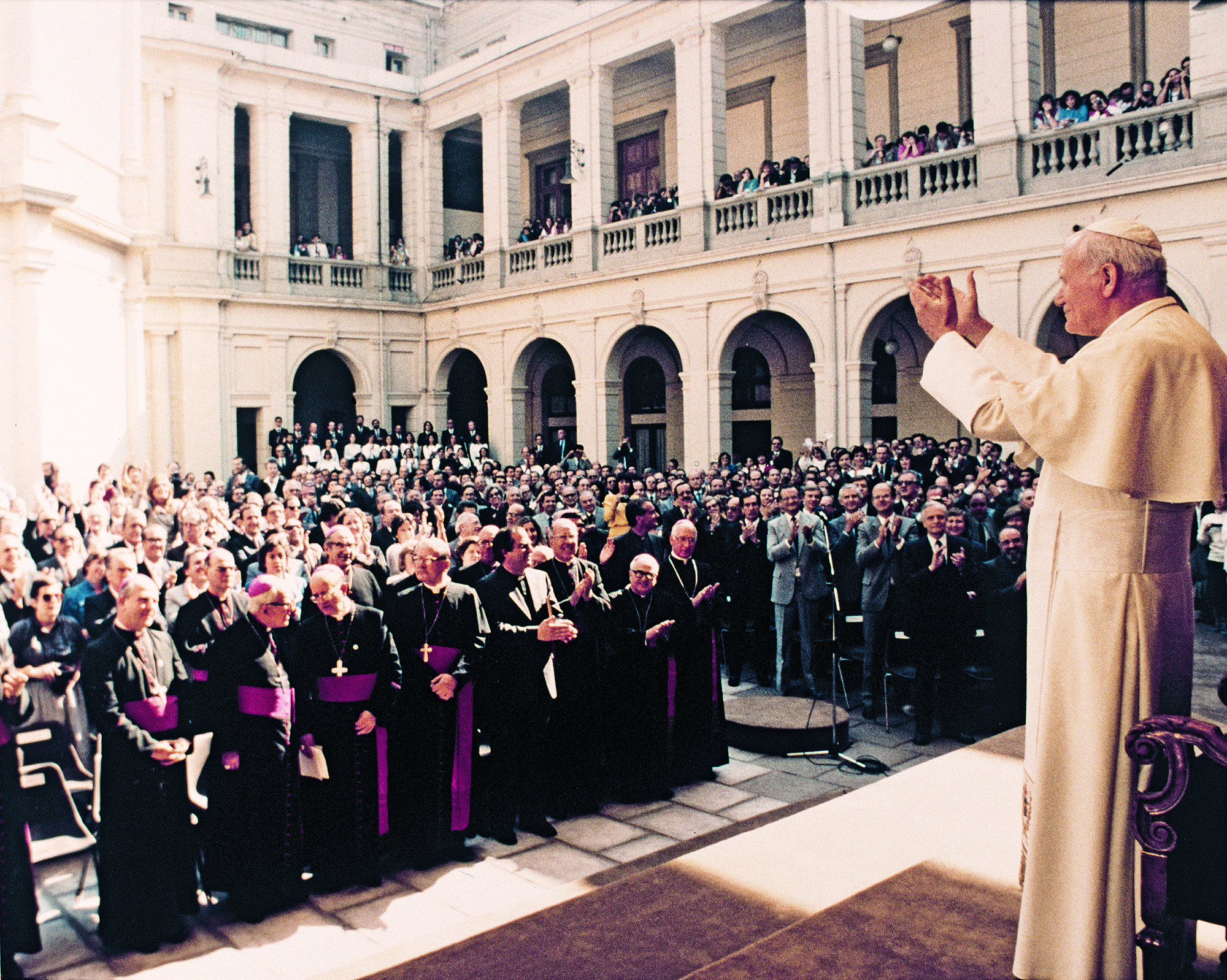
Juan Pablo II dirigiéndose a académicos en la casa central de la Pontificia Universidad Católica de Chile.

Continuó su día con el encuentro con el mundo de la cultura, en la Casa Central de la Pontificia Universidad Católica de Chile, en la Alameda. Allí dirigió un discurso al mundo académico, de la ciencia, arte y cultura, instándolos a desarrollar el conocimiento en pos de la búsqueda de la verdad, que armoniza fe y razón como algo inseparable. Firmó un acta con la cual se dio inicio a las celebraciones del Centenario de la institución.
Retornó por breves momentos a la Nunciatura Apostólica, donde se reunió con los embajadores acreditados en Chile.
Posteriormente, se dirigió a la sede del Comisión Económica para América Latina y el Caribe (CEPAL), donde pronunció una alocución en la que abogó por un desarrollo económico más justo, considerando la dignidad de la persona «por lo que es antes que por lo que tiene», y cerró con este llamado: «Los pobres no pueden esperar».
Por la tarde, fue celebrada una eucaristía por el papa en la elipse del Parque O'Higgins, con motivo de la beatificación de Sor Teresa de Los Andes, carmelita descalza chilena de principios de siglo, propuesta como modelo de santidad. Fue concelebrada por el pleno de los obispos de Chile y numerosos sacerdotes. Durante la homilía, el papa alabó la virtud de Teresa de Los Andes, proponiéndola como modelo de vida para la juventud en medio de un mundo que niega a Dios, mostrándola como un «faro luminoso que guía hacia Cristo». También enfatizó en la tarea urgente de la reconciliación nacional, e hizo un llamado a las autoridades y a los poderes de influencia que pusieran sus medios para el restablecimiento de una plena democracia y la reconstrucción de las confianzas entre los hijos del mismo Dios y de la misma Patria. «Chile tiene vocación de entendimiento, no de enfrentamiento» fueron sus palabras.

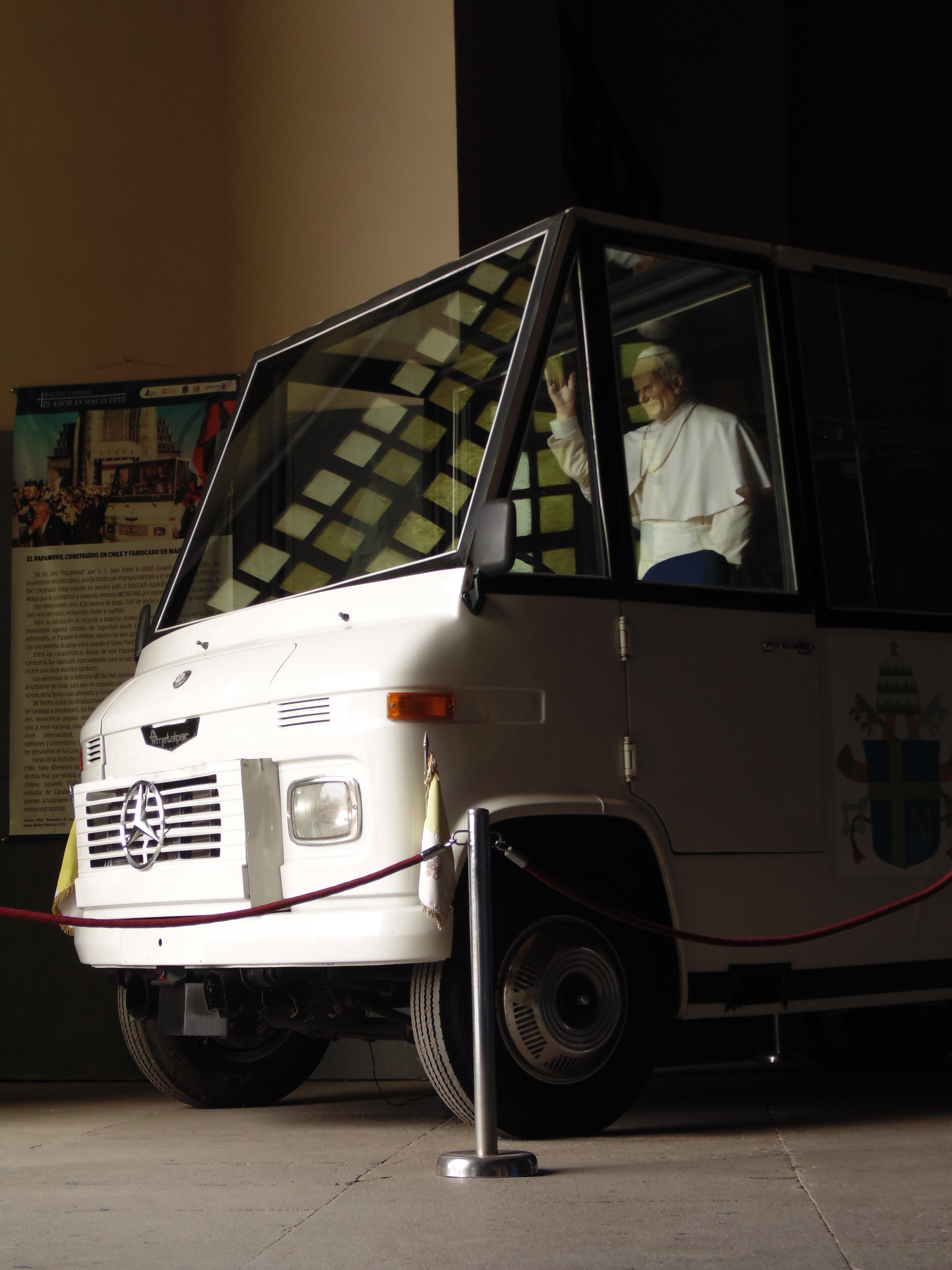
El papamóvil Mercedes-Benz utilizado por Juan Pablo II en una exhibición en el Templo Votivo de Maipú.

Breves momentos antes del ofertorio, se originaron graves disturbios en la elipse. Un grupo de manifestantes contrarios al régimen militar que se encontraban entre el público presente se enfrentó con la policía, que previamente había acordado con la organización de la visita papal no usar armas en la seguridad de los eventos religiosos. Como consecuencia, la dura represión ejercida por Carabineros de Chile contra los manifestantes obligó a que la ceremonia fuese suspendida por varios minutos. El caos y el desorden generado en ese minuto obligó a los voluntarios que trabajaban en la visita papal a evacuar a los peregrinos que se encontraban en el lugar, varios de ellos heridos debido a la violencia generada en los enfrentamientos; al mismo tiempo, las cadenas de televisión chilenas que emitían el evento interrumpieron sus transmisiones. La serenidad con que se mantuvo Juan Pablo II, opuesto a los deseos de la organización del evento de retirarse por razones de seguridad, permitió continuar con la ceremonia, que fue cerrada con la frase «El amor es más fuerte», considerada como un símbolo para la reconciliación del país.

### 4-6 de abril
También visitó las siguientes ciudades:
- Punta Arenas, donde se realizó una acción de gracias por la mediación en el conflicto del Beagle.[12]
- Puerto Montt, donde navegó por el seno de Reloncaví y celebró una eucaristía con los pescadores y trabajadores del mar.
- Concepción, donde celebró la eucaristía dominical en el Hipódromo, donde participaron los trabajadores de los yacimientos carboníferos de Lota.
- Temuco, donde en el campo de "Pampa Ganaderos" tuvo un encuentro con los pueblos indígenas de Chile, intercambiaron obsequios y el papa rezó el Padre Nuestro en mapudungún, la lengua del pueblo mapuche.
- La Serena-Coquimbo, Acompañado de su equipo de asesores, en conjunto con especializados profesionales, tanto Médico y Odontológico locales y muy conocidos, a cargo del Médico Internista, DR Félix Jacob Jure y su Hermano destacado Odontólogo, Dr. Miguel Jacob Jure, visitó y transitó largamente por las Calles de la Conurbación entre Coquimbo y La serena donde lo recibió una multitud de fieles  muy emocionados y esperanzados por sus mensajes de  Paz y amor. Prosigue sus visitas a otras localidades de la región, donde se encontró con los bailes religiosos de Andacollo, Sotaquí, la Candelaria de Copiapó y La Tirana. En su mensaje señaló que «como San Agustín dijo que el que canta, ora dos veces, yo les digo que el que baila, ora tres».[15]
- Antofagasta, donde realizó tres actividades: llevó a cabo un encuentro con los presos de la cárcel de Antofagasta, a quienes escuchó y dirigió su mensaje, terminada esta visita celebró una eucaristía en pleno desierto, siendo la última que celebró en Chile, y desde allí se trasladó al Aeropuerto Internacional Cerro Moreno, donde las autoridades le brindaron una ceremonia de despedida de Chile. Su viaje apostólico continuó hacia Buenos Aires, Argentina.[15]